# Segona batalla d'Herdonea
|  | No s'ha de confondre amb Primera batalla d'Herdonea. |

La segona batalla d'Herdonea tingué lloc el 210 aC durant la Segona Guerra Púnica entre Cartago i la República Romana. Hanníbal derrotà a l'exèrcit de Gneu Fulvi Centumal II que fou mort durant la batalla. Aconseguida la victòria i desconfiant de la lleialtat dels ciutadans d'Herdonia, Hanníbal ordenà que s'incendiés la ciutat.

## Preludi
Després de la gran derrota romana a la batalla de Cannes el 216 aC, no foren poques les ciutats itàliques, entre elles Herdonea, que es rebel·laren contra el poder de Roma i es passaren de bàndol, facilitant als cartaginesos els subministraments necessaris per seguir combatent en territori enemic.
Gneu Fulvi Centumal II havia acampat als voltants de la ciutat amb l'esperança de recuperar-la, però no havia estat gaire diligent en reforçar la seva posició ni havia pres mesures de defensa, en part degut al fet que Hanníbal s'estava retirant d'Apúlia cap a la regió del Brútium i els habitants de la ciutat s'estaven plantejant trencar l'aliança amb el cartaginès i tornar al costat dels romans.
Aquests fets presentaren l'oportunitat a Hanníbal d'atacar a l'enemic mal preparat i alhora preservar una ciutat aliada en la zona, així que comandant la seva infanteria i cavalleria lleugeres, avançà a bon ritme i caigué sobre els romans abans que aquests s'adonessin de la seva presència.

## La Batalla
Els romans, en veure als cartaginesos avançar cap a ells en ordre de batalla, es prepararen per combatre disposant-se en dues línies. La cinquena legió i els aliats de l'ala esquerra de seguida toparen amb els púnics, però Hanníbal havia ordenat a la seva cavalleria que tan bon punt comencés la batalla, cavalquessin rodejant la infanteria i es dividissin, atacant alhora el campament i la rereguarda romana.
Quan els romans s'adonaren que el campament estava sent atacat i la sisena legió, que formava la segona línia romana, es veié sota la càrrega de la cavalleria númida, trencaren files i molt fugiren. La resta foren envoltats i Gneu Fulvi i uns altres onze tribuns foren morts.

## Fets posteriors
Veient que els ciutadans d'Herdonea no li romandrien fidels un cop marxés, Hanníbal ordenà que s'incendiés la ciutat i executà a aquells que havien mantingut converses amb Fulvi per rendir-li la ciutat.

## Controvèrsia
Alguns autors argumenten que la Primera Batalla de Herdonia i la segona (212 aC i 210 aC) que Tit Livi narra en la seva història de Roma, foren en realitat un mateix enfrontament (De Sanctis, Storia, 3.2 2: 445 n. 28). Entre les seves raons trobem que els generals romans en les dues batalles tenien el mateix nom Gneu Fulvi (Gneu Fulvi Flac en la batalla del 212 i Gneu Fulvi Centumal II en la del 210), el lloc de l'enfrontament, el similar desenvolupament de la batalla i la victòria final cartaginesa. Altres estudiosos, però, són de l'opinió que els dos enfrontaments foren diferents batalles. Herdonea era en aquell temps un lloc estratègic pel que no es pot descartar que romans i cartaginesos s'enfrontessin al mateix lloc dues vegades. Gneu Fulvi Flac fugí i fou jutjat per covardia, mentre que Gneu Fulvi Centumalus fou mort al camp de batalla.